# Zamachy terrorystyczne w 2017
Poniższa lista zawiera wykaz zamachów terrorystycznych przeprowadzonych w 2017 roku.

## Styczeń
| Data            | Rodzaj                             | Liczba zabitych | Liczba rannych | Lokalizacja        | Szczegóły | Sprawca                                  | Źródła        |
| --------------- | ---------------------------------- | --------------- | -------------- | ------------------ | --- | ---------------------------------------- | ------------- |
| 1 stycznia 2017 | Strzelanina                        | 39              | 70             | Stambuł, Turcja    | Do klubu Reina wszedł napastnik w stroju świętego Mikołaja, uzbrojony w karabinek AK                                                           | Abdulkadir Maszaripow, Państwo Islamskie | [ 1 ] [ 2 ]   |
| 2 stycznia      | Zamach bombowy z użyciem samochodu | 71              | 122            | Bagdad, Irak       | Seria zamachów wykonanych przed dwoma szpitalami i w szyickiej dzielnicy As-Saura, z użyciem ładunków wybuchowych umieszczonych w samochodach. | Państwo Islamskie                        | [ 3 ] [ 4 ]   |
| 5 stycznia      | Zamach bombowy z użyciem samochodu | 27              | 57             | Bagdad, Irak       | Seria samobójczych ataków na terenie miasta z użyciem materiałów wybuchowych umieszczonych w samochodach.                                      | Państwo Islamskie                        | [ 5 ]         |
| 7 stycznia      | Zamach bombowy z użyciem samochodu | 60              | 50             | Azaz, Syria        | Wybuch samochodu pułapki w centrum miasta niedaleko głównego targu.                                                                            | Państwo Islamskie                        | [ 6 ]         |
| 8 stycznia      | Zamach z użyciem ciężarówki        | 5               | 17             | Jerozolima, Izrael | Zamachowiec wjechał ciężarówką w grupę żołnierzy wychodzących z autobusu.                                                                      | Ludowy Front Wyzwolenia Palestyny        | [ 7 ]         |
| 10 stycznia     | Zamach bombowy                     | 64              | 94             | Kabul, Afganistan  | | Talibowie                                | [ 8 ] [ 9 ]   |
| 29 stycznia     | Strzelanina                        | 6               | 17             | Quebec, Kanada     | | Alexandre Bissonnette                    | [ 10 ] [ 11 ] |

## Luty
| Data      | Rodzaj         | Liczba zabitych | Liczba rannych | Lokalizacja      | Szczegóły | Sprawca             | Źródła        |
| --------- | -------------- | --------------- | -------------- | ---------------- | --- | ------------------- | ------------- |
| 3 lutego  | Atak nożowy    | 0               | 1              | Luwr, Paryż      | Podejrzany niósł farby w sprayu, aby zniszczyć dzieła sztuki w muzeum Luwru, co uważał za „symboliczny” atak na Francję | Abdallah El-Hamahmy | [ 12 ] [ 13 ] |
| 16 lutego | Zamach bombowy | 88              | 250            | Sehwan, Pakistan | Samobójczy atak na suficką świątynię-grobowiec mistyka Lal Szachbaza Kalandara w Sehwanie                               | Państwo Islamskie   | [ 14 ] [ 15 ] |

## Marzec
| Data     | Rodzaj                     | Liczba zabitych | Liczba rannych | Lokalizacja                                 | Szczegóły                                                                                                   | Sprawca       | Źródła        |
| -------- | -------------------------- | --------------- | -------------- | ------------------------------------------- | --- | ------------- | ------------- |
| 22 marca | Zamach z użyciem samochodu | 6               | 49             | Westminster Bridge, Londyn, Wielka Brytania | Napastnik wjechał samochodem w tłum ludzi, po czym wysiadł z samochodu i rzucił się z nożem na policjantów. | Khalid Masood | [ 16 ] [ 17 ] |

## Kwiecień
| Data        | Rodzaj                                  | Liczba zabitych | Liczba rannych | Lokalizacja                                  | Szczegóły | Sprawca                                                     | Źródła               |
| ----------- | --------------------------------------- | --------------- | -------------- | -------------------------------------------- | --- | ----------------------------------------------------------- | -------------------- |
| 2 kwietnia  | Zamach bombowy                          | 15              | 45             | Metro w Petersburgu, Sankt Petersburg, Rosja | | Akbarżon Dżaliłow Imam Shamil Battalion z rozkazu Al-Ka’idy | [ 18 ] [ 19 ] [ 20 ] |
| 7 kwietnia  | Zamach z użyciem samochodu, strzelanina | 5               | 15             | Sztokholm, Szwecja                           | | Rachman Akiłow                                              | [ 21 ] [ 22 ]        |
| 9 kwietnia  | Zamachy bombowe                         | 45              | 136            | Aleksandria, Tanta, Egipt                    | Seria zamachów dokonanych przez Państwo Islamskie 9 kwietnia 2017, w czasie Niedzieli Palmowej, na kościoły koptyjskie. | Państwo Islamskie                                           | [ 23 ] [ 24 ]        |
| 15 kwietnia | Atak bombowy                            | 126+            | 55+            | Aleppo, Syria                                | Wśród zabitych 126 osób było 60 dzieci.                                                                                 | Tahrir al-Sham (podejrzany)                                 | [ 25 ] [ 26 ]        |
| 21 kwietnia | Strzelanina                             | 140             | 160+           | Balch, Afganistan                            | | Talibowie                                                   | [ 27 ]               |

## Maj
| Data    | Rodzaj         | Liczba zabitych | Liczba rannych | Lokalizacja                                   | Szczegóły                                              | Sprawca      | Źródła        |
| ------- | -------------- | --------------- | -------------- | --------------------------------------------- | ------------------------------------------------------ | ------------ | ------------- |
| 20 maja | Strzelanina    | 141+            | 100+           | Wadi asz-Szati, Libia                         |                                                        |              | [ 28 ]        |
| 22 maja | Zamach bombowy | 23              | 116            | Manchester Arena, Manchester, Wielka Brytania | Zamach przeprowadzony w czasie koncertu Ariany Grande. | Salman Abedi | [ 29 ] [ 30 ] |
| 31 maja | Zamach bombowy | 100+            | 463+           | Kabul, Afganistan                             |                                                        | Nieznany     | [ 31 ] [ 32 ] |

## Czerwiec
| Data      | Rodzaj                                   | Liczba zabitych | Liczba rannych | Lokalizacja                            | Szczegóły                                                           | Sprawca  | Źródła |
| --------- | ---------------------------------------- | --------------- | -------------- | -------------------------------------- | ------------------------------------------------------------------- | -------- | ------ |
| 3 czerwca | Zamach z użyciem samochodu i atak nożowy | 7               | 48             | London Bridge, Londyn, Wielka Brytania |                                                                     |          | [ 33 ] |
| 3 czerwca | Zamach bombowy                           | 20              | 87             | Kabul, Afganistan                      | Trzy eksplozje na pogrzebie syna wysokiego rangą polityka w Kabulu. | Nieznany | [ 34 ] |

## Sierpień
| Data        | Rodzaj                     | Liczba zabitych | Liczba rannych | Lokalizacja            | Szczegóły | Sprawca                        | Źródła |
| ----------- | -------------------------- | --------------- | -------------- | ---------------------- | --- | ------------------------------ | ------ |
| 14 sierpnia | Strzelanina                | 18 (+3)         | 22             | Wagadugu, Burkina Faso | Dżihadyści rozpętali strzelaninę w tureckiej restauracji oraz w hotelu w Wagadugu. Zginęło 21 osób (w tym 3 sprawców zdarzenia), 22 osoby zostały ranne. | Al-Ka’ida Islamskiego Maghrebu | [ 35 ] |
| 17 sierpnia | Zamach z użyciem samochodu | 14              | 100            | Barcelona, Hiszpania   | Kierowca furgonetki wjechał na promenadę Las Ramblas w Barcelonie i taranował ludzi na swojej drodze.                                                    | Państwo Islamskie              | [ 36 ] |

## Wrzesień
| Data        | Rodzaj            | Liczba zabitych | Liczba rannych | Lokalizacja             | Szczegóły | Sprawca           | Źródła |
| ----------- | ----------------- | --------------- | -------------- | ----------------------- | --- | ----------------- | ------ |
| 15 września | Ładunek wybuchowy | 0               | 29             | Londyn, Wielka Brytania | W piątek rano improwizowany ładunek wybuchowy, najprawdopodobniej z zapalnikiem czasowym, eksplodował w wagonie londyńskiego metra na stacji Parsons Green w zachodnim Londynie. | Państwo Islamskie |        |

## Październik
| Data            | Rodzaj                                         | Liczba zabitych | Liczba rannych | Lokalizacja                  | Szczegóły | Sprawca         | Źródła        |
| --------------- | ---------------------------------------------- | --------------- | -------------- | ---------------------------- | --- | --------------- | ------------- |
| 14 października | Samobójczy zamach bombowy z użyciem ciężarówki | 587             | 295            | Mogadiszu, Somalia           | Wybuch ciężarówki wypełnionej materiałami wybuchowymi, na zatłoczonej ulicy przy bazarze. Był to największy zamach w historii kraju.                                                                             | Asz-Szabab      | [ 37 ] [ 38 ] |
| 31 października | Taranowanie furgonetką                         | 8               | 11             | Nowy Jork, Stany Zjednoczone | 31 października 2017 r. O godz. 15.05 lokalnego czasu sprawca jadący wypożyczoną furgonetką wjechał na ścieżkę rowerową na Manhattanie. W wyniku ataku co najmniej 8 osób zginęło, a kilkanaście zostało rannych | Sajfullo Sajpow | [ 39 ]        |